# Старине
45°48′ пн. ш. 16°46′ сх. д. / 45.80° пн. ш. 16.77° сх. д.
Старине (хорв. Starine) — населений пункт у Хорватії, в Б'єловарсько-Білогорській жупанії у складі громади Штефанє.

## Населення
Населення за даними перепису 2011 року становило 79 осіб.
Динаміка чисельності населення поселення: